# 16037 Sheehan
16037 Sheehan è un asteroide della fascia principale del diametro medio di circa 15,81 km. Scoperto nel 1999, presenta un'orbita caratterizzata da un semiasse maggiore pari a 3,2226324 UA e da un'eccentricità di 0,0560763, inclinata di 15,27193° rispetto all'eclittica.